# 川滇高山栎
川滇高山栎（学名：Quercus aquifolioides）为壳斗科栎属的植物，为中国的特有植物。分布于中国大陆的云南、西藏、贵州、四川等地，生长于海拔2,000米至4,500米的地区，常生长在山坡向阳处或高山松林下，目前尚未由人工引种栽培。

## 别名
巴郎栎（中国高等植物图鉴）